# یواس‌اس کروود (آی‌دی-۱۴۸۹)
یواس‌اس کروود (آی‌دی-۱۴۸۹) (به انگلیسی: USS Kerwood (ID-1489)) یک کشتی بود که طول آن ۳۳۱ فوت (۱۰۱ متر) بود. این کشتی در سال ۱۹۱۱ ساخته شد.